# Dianthus callizonus
Dianthus callizonus là loài thực vật có hoa thuộc họ Cẩm chướng. Loài này được Schott & Kotschy mô tả khoa học đầu tiên năm 1851.